# سرجیو اویدا
سرجیو اویدا (انگلیسی: Sergio Ojeda؛ زادهٔ ۴ ژانویهٔ ۱۹۹۲) بازیکن فوتبال اهل آرژانتین است.
از باشگاه‌هایی که در آن بازی کرده‌است می‌توان به باشگاه اتلتیکو ایندپندینته اشاره کرد.